# Magdalena Moguilevsky
Magdalena Moguilevsky conhecida como Maki, (Buenos Aires, 25 de fevereiro de 1974) é uma atriz argentina.
Mora no México há muitos anos, onde já atuou em novelas e é muito conhecida. Em 2003, se casou com Juan Soler, também argentino, mas um dos maiores galãs da Televisa. Em 18 de dezembro de 2004, deu à luz Mia. Em 2005, ela engravidou mas perdeu o bebê aos três meses de gestação e em 20 de fevereiro de 2007 ela deu à luz Azul, segunda filha do casal.
Ele esporadicamente fez aparições especiais, em 2006 ele participou da série de televisão mexicana Amor mío. No entanto, em 2013, ele retornou às telenovelas com Santa diabla da rede Telemundo.

## Telenovelas
- Juego de la Vida - A Vida É um Jogo (2001) - Tania
- Amigas y Rivales (2001) - Amigas e Rivais - Alejandra
- DKDA - Sueños de la juventud (1999) - ChristyChristy
- Santa Diabla (2013) - Alicia Cano "La Diabla"